# Stanley Kubrick
Stanley Kubrick, ameriški filmski režiser, * 26. julij 1928, New York, New York, ZDA, † 7. marec 1999, Harpenden, Hertfordshire, Anglija. 
Njegove filme zelo cenijo zaradi tehnične dovršenosti, globoke in premišljene simbolike. Kot režiser je bil znan po svojem neusmiljenem stremljenju za popolnostjo, piljenju vsakega prizora do zadnje podrobnosti in priganjanju sodelavcev do skrajnih meja zmogljivosti.

## Življenje
Svojo karierno pot je Kubrick začel kot fotograf. Newyorški reviji Look je prodajal slike, posnete ljubiteljsko, kasneje (ko je posnel sliko prodajalca časopisov, zaprepadenega ob smrti ameriškega predsednika F. D. Roosevelta) pa so ga zaposlili kot stalnega fotografa. Sloves je pridobil s fotografijami iz ameriškega družabnega življenja in se pričel navduševati nad boksom. 

### Filmska kariera
Kot zavzet obiskovalec filmskih predstav je bil prepričan, da lahko filme, ki jih je videl v dvoranah, posname bolje. To je hotel dokazati. Najprej je posnel tri kratke filme, vse po vrsti dokumentarce - prvega o boksarju Walterju Cartierju, drugega o župniku, tretjega o mornariških delavcih (Day of the fight, The Flying Padre, The Seafarers). Njegova prva dva celovečerna filma Strah in poželenje (Fear and Desire) in Ubijalčev poljub (Killer's Kiss) sta v Hollywoodu pritegnila pozornost. Klasični film noir Ubijanje (The Killing) je požel splošno odobravanje. Dokazal je, da obvlada tehnični vidik filmske umetnosti. Njegov naslednji film Steze slave (Paths of Glory) mu je prinesel dokončen prodor na sceno, pa tudi prepoved predvajanja v Franciji. Kubrickov značilen in edinstven način izdelave filmov ter njegov zaščitni znak sta postala znana. Dolgi posnetki prizorov, široko sledljivo snemanje, izrazi na obrazih ter hladen, odmaknjen slog, ki se je nagibal k izčrpavanju nežnosti in človečnosti iz govorečih filmskih zgodb.
Film Spartak (Spartacus) kot Kubrickov poskus predelave Hollywoodskega epskega filma velja za odličnega. Kubrick je k filmu prišel po naključju - ko so odpustili prejšnjega režiserja, je studio, tudi na prigovarjanje Kirka Douglasa (ki je s Kubrickom sodeloval že pri Stezah slave), najel Kubricka. Ta je imel več težav: najprej z Douglasom, ki je bil težaven kot izvršni producent, tako da Kubrick ni mogel izpeljati vseh svojih idej - obenem pa je še ne tridesetletni Kubrick moral brzdati temperamente takih igralcev, kot so bili: Charles Laughton, Laurence Olivier in Peter Ustinov. Spori ob snemanju Spartaka so ga prepričali, da ne bo nikoli več delal na hollywoodski način. Od takrat naprej je poskrbel, da je imel pri svojih filmih vso umetniško svobodo, vključno s trženjem in pravico do končne montaže. Do konca življenja je ostal obstranec. Kljub temu je Spartak postal eden njegovih najuspešnejših filmov. Zanj je prejel štiri oskarje in doživel velik komercialni uspeh. 
V zgodnjih 1960-ih se je preselil v Anglijo in tam posnel film po zgodbi, ki ga je že dolgo »vzburjala« - Lolita. Film je seveda naletel na protest v katoliških krogih. V Angliji je Kubrick ostal do konca življenja. Živel je v Childwuckbury Manorju v okolišu St Albansa. V mnogih kasnejših filmih je točno oživil tuje kraje. Del prizorov v filmu Full Metal Jacket je na primer posnel tudi v Veliki Britaniji - v Beckton Gasworksu. Imeli so ga za samotarskega, vendar so ljudje, ki so ga poznali, povedali, da je med vodenjem izdelave svojih filmov večino časa preživel v družbah, ki so bile v lasti drugih.
Zaradi izbrane zgodbe za film Lolita se je spet sprl. Scenarij je delal z Vladimirjem Nabokovom, avtorjem knjige. Z izdelavo scenarija je hotel zagotoviti, da bi lahko po knjigi posneli zgodbo, ne da bi jo nehali igrati na svetovnih odrih. Scenarij se tako precej razlikuje od romana. V Loliti je odkril tudi nadarjenost Petra Sellersa. Prosil ga je, če bi v njegovem naslednjem filmu Dr. Strangelove hotel hkrati igrati štiri vloge. Sellers je ponudbo sprejel, čeprav je na koncu nastopil le v treh vlogah. 
Film Dr. Strangelove imajo mnogi za enega najboljših filmov vseh časov. Kubrickova odločitev, da posname smolnato črno komedijo, ki bi se izplačala, je bilo drzno tveganje. Toda karikatura nuklearnega spopada je povsem uspela. V filmu briljira tudi George C. Scott. Tudi Kubrickova naslednja filma 2001: Vesoljska odiseja (2001: A Space Odyssey) in Peklenska pomaranča (A Clockwork Orange) ocenjujejo za mojstrovini znanstvenofantastičnega žanra. 2001 je poskrbel za revolucijo na področju vizualnih učinkov, vendar je (kakor praktično vsi Kubrickovi filmi) za večino ljudi predolg in premonoton. Ta film mu je prinesel tudi edinega oskarja, za vizualne učinke. Na drugi strani je Peklenska pomaranča. Film, ki je bolj grozljivka kakor ZF, je sprožil škandal, ko se je zvrstilo nekaj zločinov, ki bi naj navdih jemali prav iz tega filma. Zato je Kubrick poskrbel, da so film umaknili iz distribucije. Ti trije filmi so skozi leta sprožali ogromno polemik. Razprave o temah, globljih pomenih in simboliki, ki jih je Kubrick v zgodbah uporabil, se nadaljujejo še zdaj.
Njegov naslednji film Barry Lyndon pa ni dosegel enakega uspeha. Navkljub mnogim strastnim zagovornikom filma in prav tako štirim oskarjem v tehničnih kategorijah (revolucionarna je bila recimo uporaba kamer v scenah, kjer ni bilo druge razsvetljave razen sveč) ga imajo za hladnega, počasnega in neživljenjskega. Po njem je Kubrick snemal filme veliko počasneje. V naslednjih petindvajsetih letih je posnel le še štiri filme. Njegov sloves in »skrivnostnost« pa sta bila tolikšna, da so vsak njegov nov film po vsem svetu lepo sprejeli.
V nadaljevanju je posnel epsko grozljivko Izžarevanje (The Shining) z Jackom Nicholsonom, vojno dramo Full Metal Jacket in ljubezensko dramo-grozljivko Široko zaprte oči (Eyes wide shut). Vsakega od teh filmov odlikuje dokaj dobra psihološka študija značajev in počasna kamera, posebej v prizorih groze.

## Filmografija
- Dan boja (Day of the Fight) (1951) (dokumentarni kratki film)
- Leteči duhovnik (Flying Padre) (1951) (dokumentarni kratki film)
- Pomorščaki (The Seafarers)  (1952) (dokumentarni kratki film)
- Strah in poželenje (Fear and Desire)  (1953)
- Ubijalčev poljub (Killer's Kiss) (1955)
- Ubijanje (The Killing) (1956)
- Steze slave (Paths of Glory)  (1957)
- Spartak (Spartacus) (1960)
- Lolita (1962)
- Dr. Strangelove (1964)
- 2001: Vesoljska odiseja (2001: A Space Odyssey) (1968)
- Peklenska pomaranča (A Clockwork Orange) (1971)
- Barry Lyndon (1975)
- Izžarevanje (The Shining) (1980)
- Full Metal Jacket (1987)
- Široko zaprte oči (Eyes Wide Shut) (1999)
- A.I. (očrt in zgodba)